# Boeing CIM-10 Bomarc

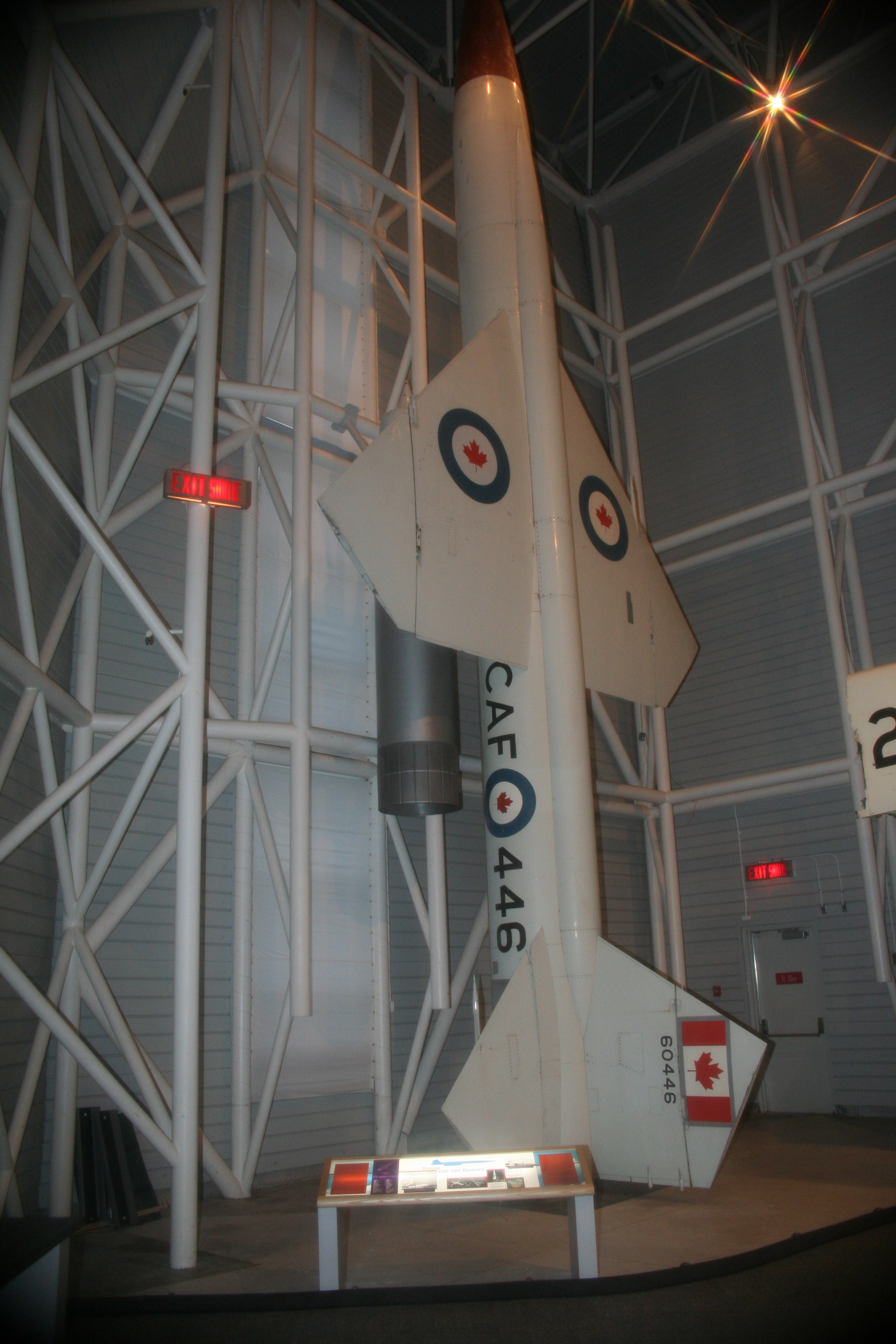
Een Bomarc B in het luchtvaartmuseum van Ottawa in 2006.

De Boeing CIM-10 Bomarc was de enige operationele luchtdoelraket die ooit specifiek voor de Amerikaanse luchtmacht werd ontwikkeld. Alle andere Amerikaanse grond-lucht-raketafweersystemen stonden destijds – en nu nog steeds – onder commando van de landmacht.

## Achtergrond
De Bomarcs lagen horizontaal in half ondergrondse bunkers, zogenaamde coffins (doodkisten), opgesteld. Bij een lanceerbevel werd het dak van de bunker opengeschoven, waarna de raket verticaal werd gezet.
De Bomarc werd afgeschoten met een Aerojet General LR59-AJ-13-boostertrap. Als supersonische snelheid was bereikt, werden de Marquardt RJ43-MA-3-ramjets ontstoken, die de raket op een snelheid van meer dan Mach 2,8 op 20 km brachten.
De raket werd vanaf de grond naar zijn doel geleid via het Semi-Automatic Ground Environment-radarsysteem (SAGE). De radarposten van dit systeem, die nog steeds over het hele Noord-Amerikaanse halfrond verspreid zijn, volgden alle eigen en vijandelijk vliegtuigen en raketten in het Noord-Amerikaanse luchtruim.
Vanaf 16 km van zijn doel nam de eigen Westinghouse AN/DPN-34-radar van de Bomarc de besturing dan over tot aan het onderscheppingspunt.
Alle Bomarc B’s waren voorzien van een W-40-atoombom als springkop. In juni 1961 werd het eerste Bomarc B-squadron operationeel en de Bomarc A’s werden hierna zeer snel door de B-versie vervangen. De B-versie werd ook door de Canadese luchtmacht gebruikt. Dit gebeurde omdat Canada had afgezien van de ontwikkeling van zijn nieuwe AVRO CF-105 Arrow-onderscheppingsjager.
In 1963 werden de IM-99A en -B-raketten hernoemd in "CIM-10A" en "CIM-10B". De Bomarc A werd spoedig uitgefaseerd; de laatste CIM-10A al in december 1964. Uitfasering van de CIM-10B startte medio 1960, en in 1970 waren de meeste sites opgeheven. In april 1972 werd de laatste Bomarc B in de USAF buiten dienst gesteld. Het wapen dat was ontworpen voor uitschakeling van relatief langzaam vliegende bommenwerpers was achterhaald door langeafstandsraketten.
De overgebleven Bomarcs werden door alle krijgsmachtonderdelen gebruikt als radiografisch bestuurde hogesnelheidsdoelen, zogenaamde drones. Er zijn 750 Bomarcs van alle versies geleverd.

## Geschiedenis
In 1946 begon de firma Boeing zelfstandig met een onderzoek naar toepassing van grond-lucht geleide wapens, en in 1950 had het meer dan 100 testraketten in allerlei configuraties afgevuurd.
Deze tests waren zeer goed verlopen en daarom kreeg Boeing van de USAF in 1949 een contract voor de ontwikkeling van een "vliegerloze onderschepper", een uitdrukking die toen door de USAF werd gebruikt voor alle geleide luchtverdedigingswapens.
Het zou een raket moeten worden die met ramjets werd aangedreven, van een atoomkop voorzien en het bereik moest groot genoeg zijn om het vasteland van de VS tegen hoog inkomende bommenwerpers te beschermen.
Het Michigan Aerospace Research Center (MARC) werd snel hierna aan het project toegevoegd. Dit gaf meteen de naam aan de nieuwe raket. Boeing en MARC werd samengetrokken tot "Bomarc".
In 1951 stond de USAF nog op het standpunt dat raketten gewoon "vliegerloze onderscheppers" waren. Daarom kregen ze ook de "F"-aanduiding van fighter toegewezen, en werd de Bomarc de F-99.
De testvluchten van de XF-99-toestellen verliepen van 1952 tot 1955. Met de XF-99 werd slechts de vloeibare brandstofbooster getest die de raket op zo’n snelheid bracht dat de ramjet ontbrandde.
In 1955 begonnen tests met de XF-99A specifiek voor de hoofdvoortstuwing. Dit toestel was voorzien van de ramjets, maar had nog geen geleidingssysteem en springkop.
De aanduiding "YF-99A" was specifiek voor operationele testtoestellen. In augustus 1955 veranderde de USAF van standpunt en werd de F-aanduiding voor raketten afgeschaft. De XF-99A en YF-99A werden de "XIM-99A" en "YIM-99A".
In 1957 vloog de eerste YIM-99A volledig vanaf de grond geleid naar zijn doel. Meteen daarna kreeg Boeing het productiecontract voor de IM-99A Bomarc A-raket, en in september 1959 werd het eerste met IM-99A’s uitgeruste squadron operationeel.
De met vloeibare stuwstof gevulde booster van de Bomarc A was eigenlijk geen optie omdat voor elke lancering 2 minuten verloren gingen met aftanken. Bovendien was de zeer brandbare en explosieve stuwstof gevaarlijk. Daarom werd zeer snel overgeschakeld op de van vaste brandstof voorziene Bomarc B. Deze had een Thiokol XM51-booster en verbeterde Marquardt RJ43-MA-7-ramjets.
De eerste Bomarc B werd in mei 1959 afevuurd. Problemen met het nieuwe voortstuwingssysteem vertraagden de eerste succescol verlopen vlucht tot juli 1960, toen een supersonische KD2U-1/MQM-15A Regulus II drone werd afgeschoten.
Omdat de nieuwe booster minder plaats innam kon meer brandstof voor de ramjet worden meegenomen. Dit verbeterde het bereik tot 710 kilometer. Ook de eigen eindgeleiding van de raket werd verbeterd met de Westinghouse AN/DPN-53. Dit was de eerste radar die volgens het puls-doppler-principe werkte.

## Externe links

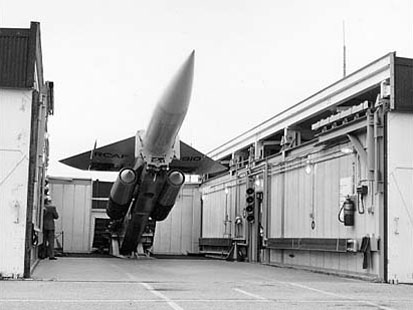
De Bomarc was horizontaal opgeslagen in een beschermende bunker...
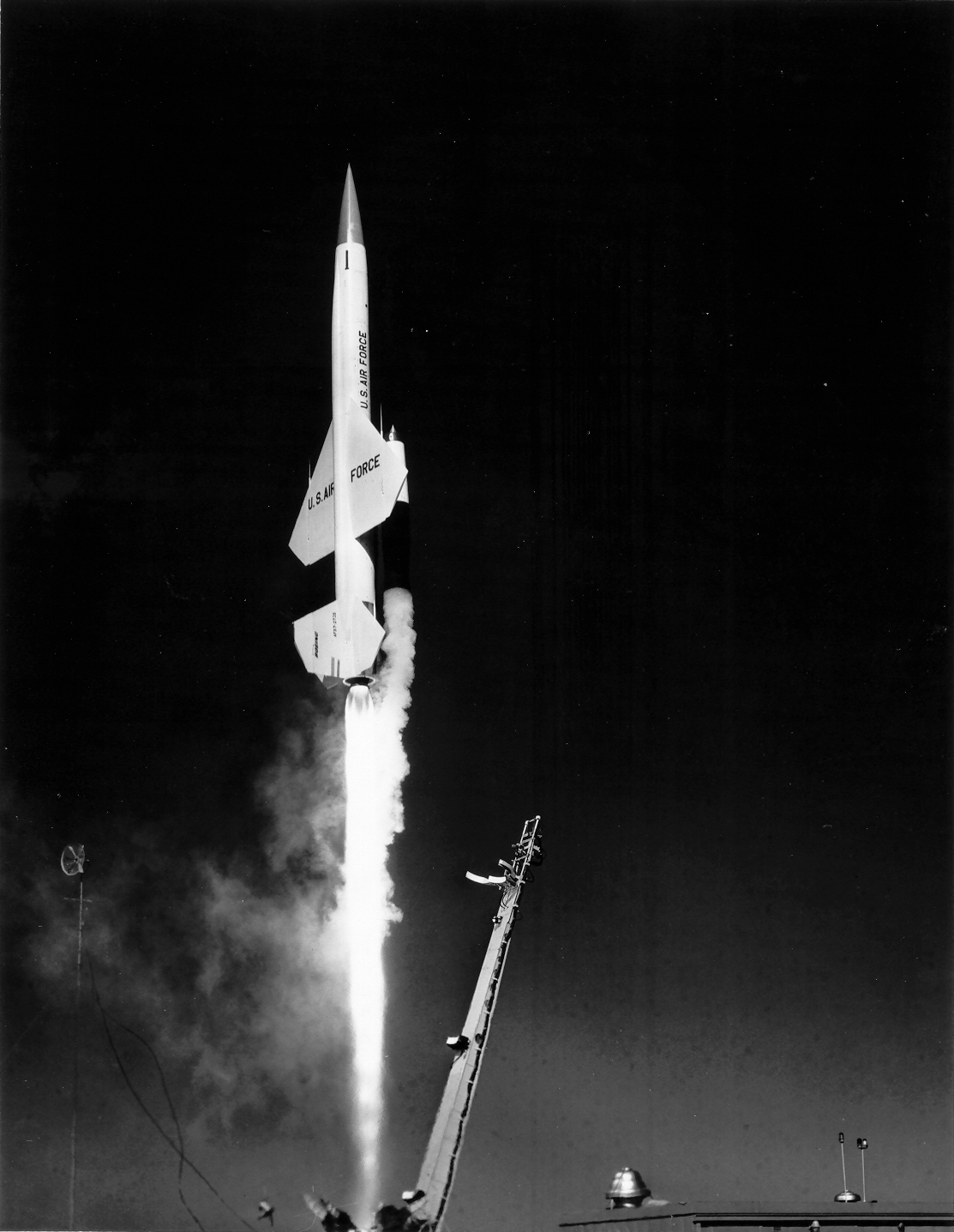
...maar bij alarm werd hij mechanisch verticaal gezet en gelanceerd.
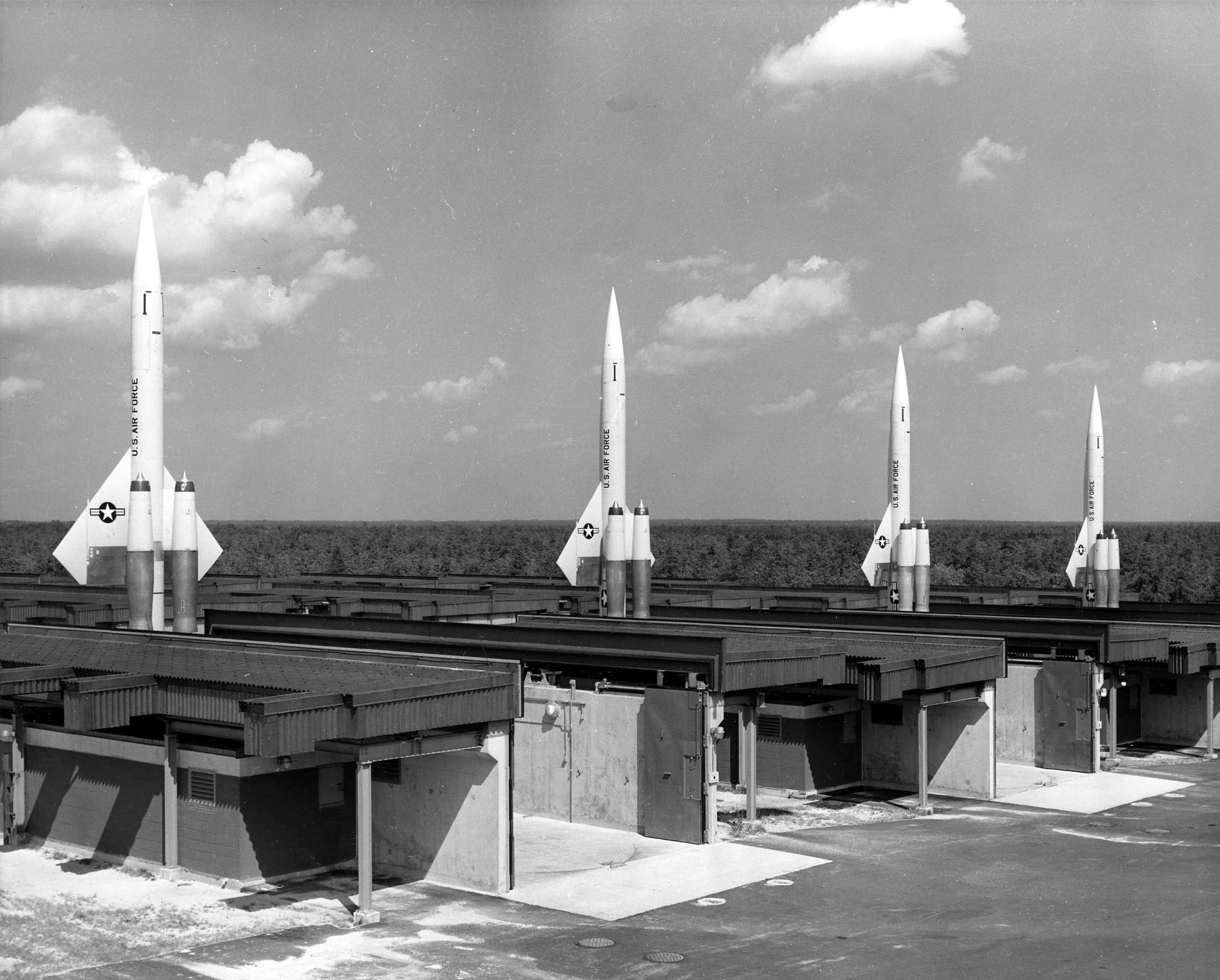
Vier opgestelde raketten op luchtmachtbasis McGuire in 1960.
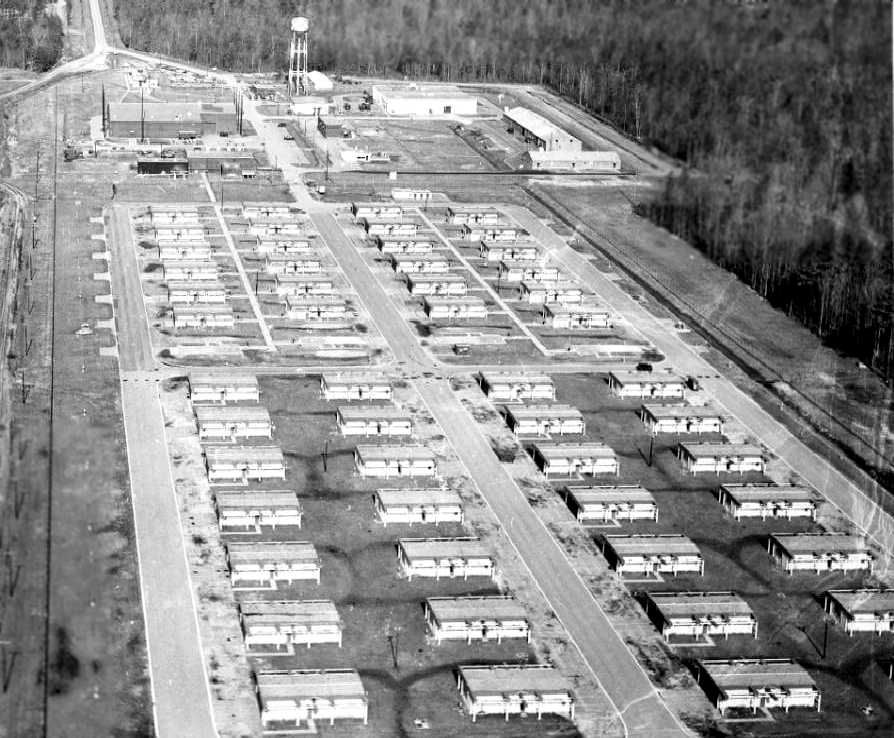
De Bomarc-opstelling te Langley in 1965.

## Operationele Bomarc-opstellingen
| Basis                      | Eenheid     | Periode   | Versie |
| -------------------------- | ----------- | --------- | ------ |
| Dow AFB                    | 30th ADMS   | 1960-1964 | A      |
| Suffolk AFB, NY            | 6th ADMS    | 1959-1964 | A      |
| McGuire AFB, NJ            | 46th ADMS   | 1959-1972 | B      |
| Otis AFB, MA               | 26th ADMS   | 1960-1972 | B      |
| Langley AFB, VA            | 22nd ADMS   | 1960-1972 | B      |
| Niagara Falls, NY          | 35th ADMS   | 1961-1969 | B      |
| Kinchloe AFB, MI           | 37th ADMS   | 1961-1972 | B      |
| Duluth IAP, MN             | 74th ADMS   | 1960-1972 | B      |
| North Bay, Ontario, Canada | 446 SAM Sqn | 1962-1972 | B      |
| La Macaza, Quebec, Canada  | 447 SAM Sqn | 1962-1972 | B      |